# Sainte Thumette
Sainte Thumette est une sainte bretonne non reconnue officiellement comme sainte par l'église catholique, mais qui fait l'objet d'une dévotion populaire en Bretagne. Sa fête est le 8 mai.

## Biographie
Sainte Thumette est une sœur de saint Enéour ; elle aurait été, comme sainte Evette, une des compagnes de sainte Ursule, enlevée et martyrisée par les Huns devant Cologne en 383.

## Son culte et ses traces en Bretagne
- La commune de Landunvez lui doit son nom.
- Église Sainte-Thumette de Plomeur.
- Église Sainte-Thumette de Névez.
- Église Sainte-Thumette de Kérity
- Une statue de sainte Thumette se trouve dans la chapelle Saint-Philibert-et-Saint-Roch à Moëlan-sur-Mer.
- Une statue de sainte Thumette se trouve dans la Vallée des Saints[3].

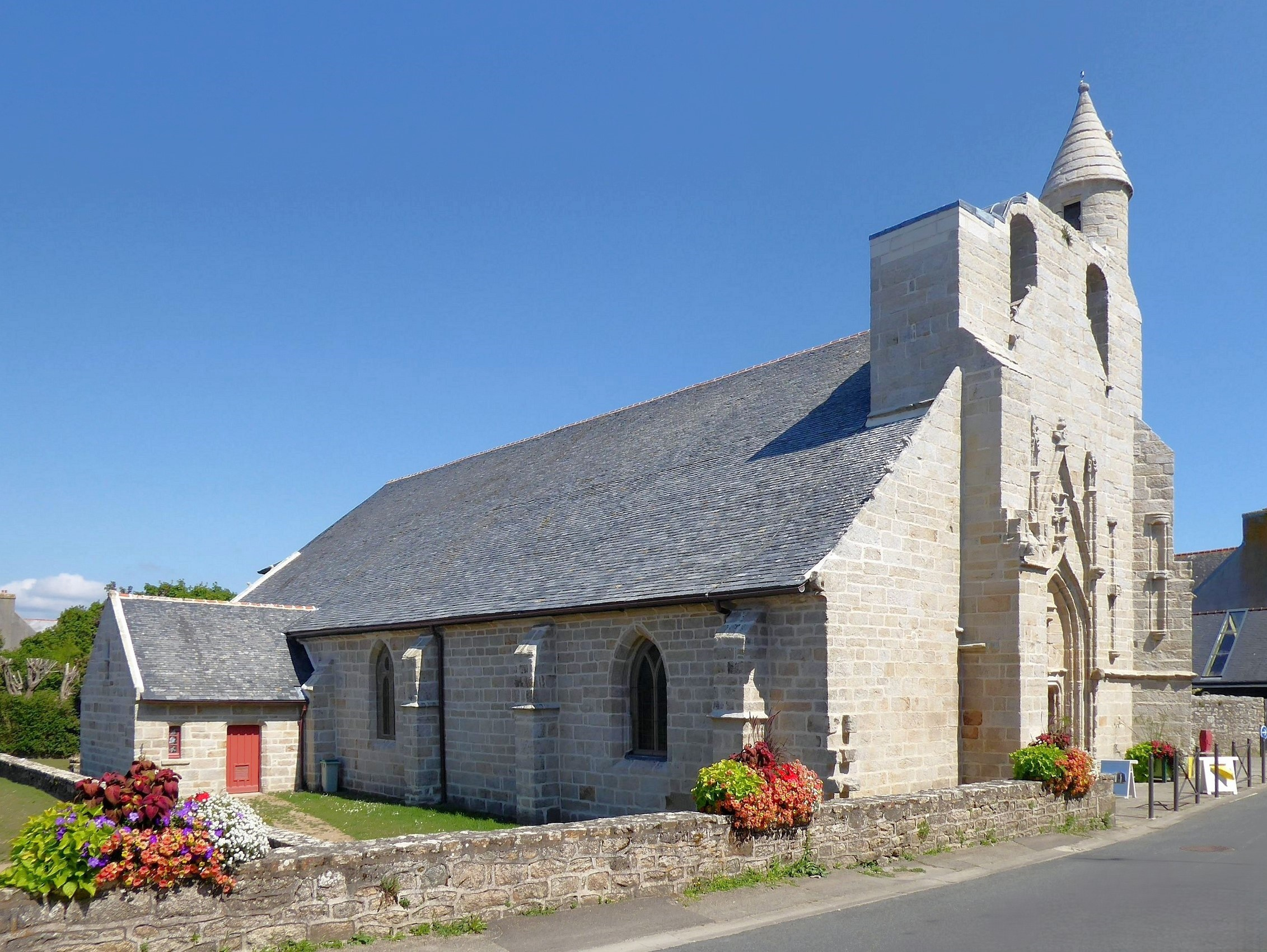
L'église Sainte-Thumette de Kérity (Penmarc'h).
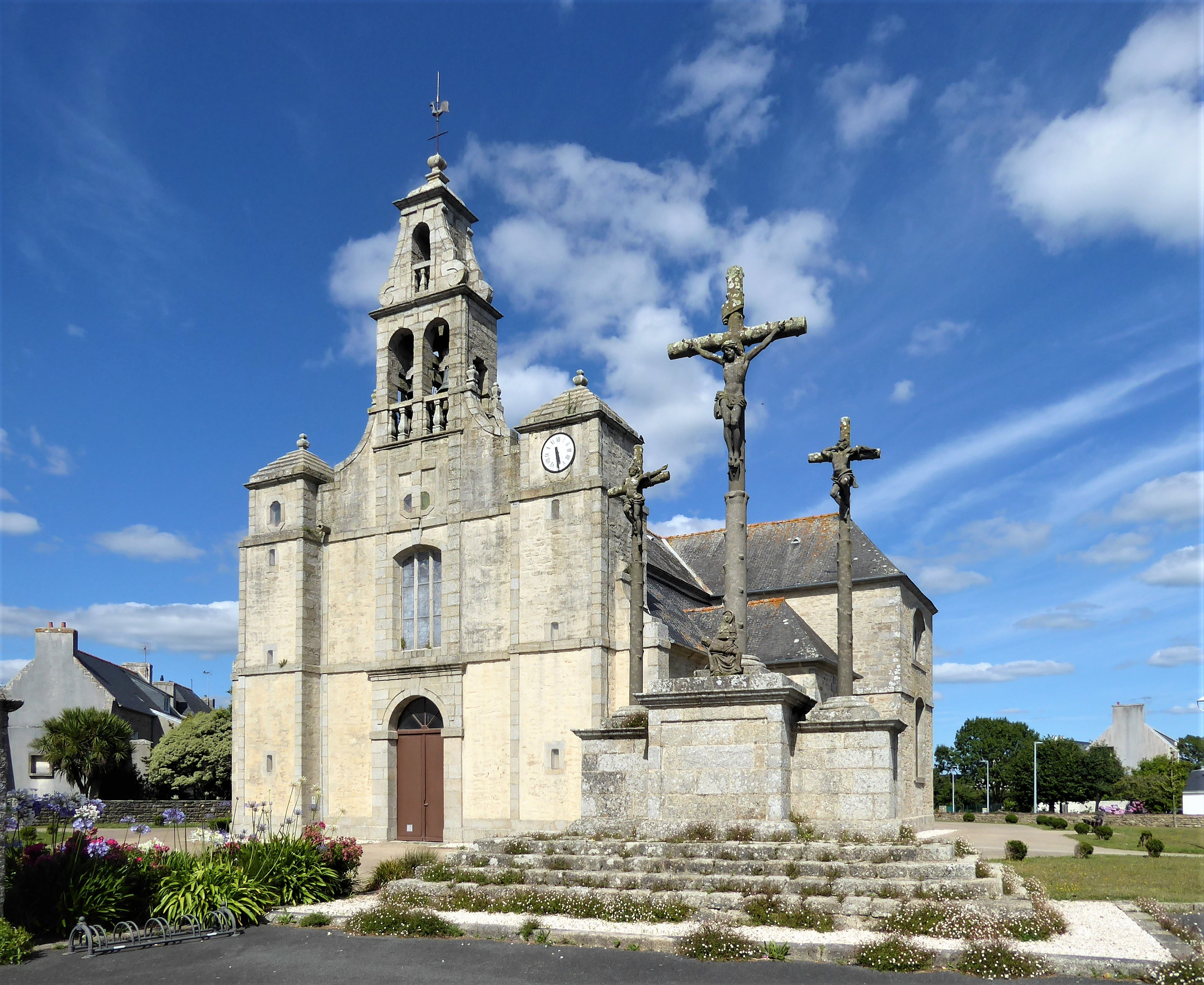
L'église Sainte-Thumette de Plomeur.
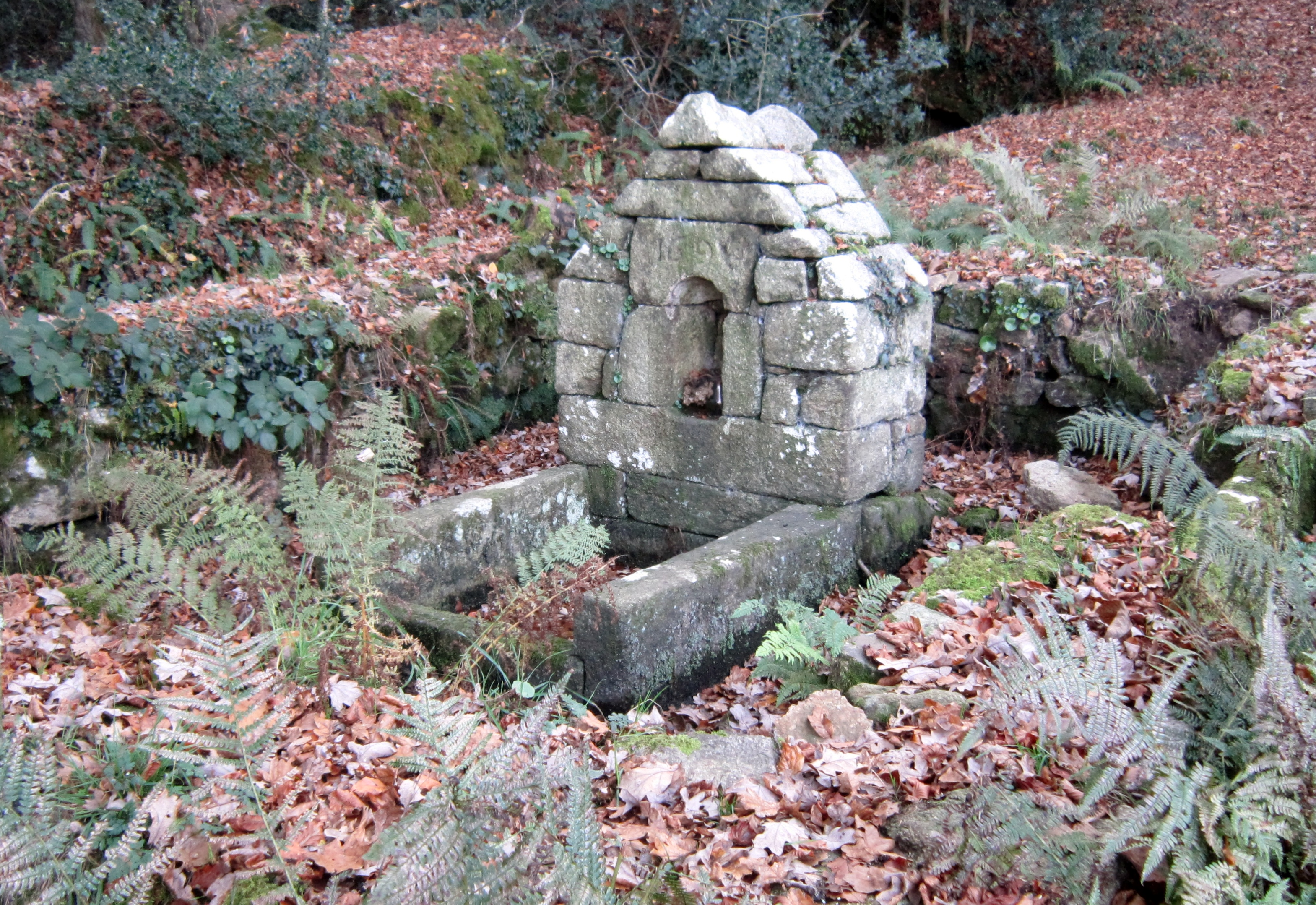
Moëlan-sur-Mer : la fontaine Sainte-Thumette.
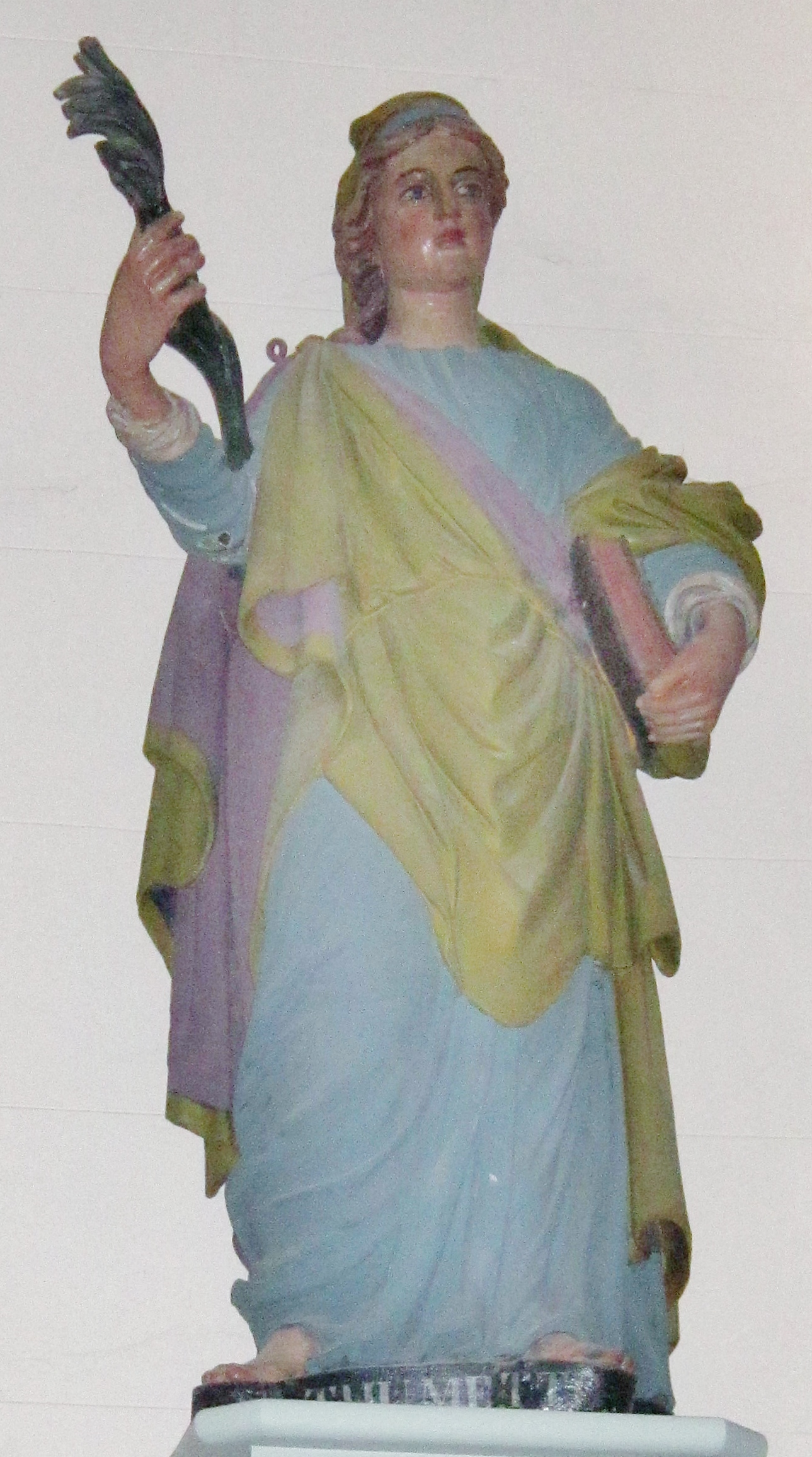
Névez : église paroissiale Sainte-Thumette, statue de sainte Thumette.